# Hemionitis rufa
Hemionitis rufa là một loài thực vật có mạch trong họ Adiantaceae. Loài này được (L.) Sw. miêu tả khoa học đầu tiên năm 1801.